# Olive Garden
Olive Garden è una catena di ristoranti statunitense specializzata in cucina italo-americana nata il 13 dicembre 1982.
È una filiale di Darden Restaurants, Inc., con sede nella contea di Orange, vicino a Orlando. La catena genera il 45% delle vendite di Darden. Al 2013 contava più di 800 ristoranti in tutto il mondo.

## Curiosità
- Il suo motto viene ripreso nel quattordicesimo episodio della sedicesima stagione de I Griffin dove ogni volta che veniva pronunciato i protagonisti si teletrasportavano direttamente al ristorante.
- Un ristorante della catena appare in uno dei remote andati in onda durante Conan, lo show televisivo del conduttore americano Conan O'Brien. Lo skit ruotava attorno alla figura di Jordan Schlansky, produttore associato dello show e appassionato di cultura e cibo italiani, noto agli spettatori del programma per via del suo esplicito disprezzo per tutto ciò che cerca goffamente di imitare la cultura italiana.[1]
- Il sito web della catena di ristoranti non è accessibile in Italia.